# Spoorlijn Halberstadt - Blankenburg
De spoorlijn Halberstadt - Blankenburg is een Duitse spoorlijn als lijn 6866 onder beheer van DB Netze.

## Geschiedenis
Het traject werd door de Halberstadt-Blankenburger Eisenbahn (HBE) tussen 1880 en 1886 geopend.

## Treindiensten

### Deutsche Bahn
De Deutsche Bahn verzorgde tussen 2000 en 10 december 2005 het personenvervoer op dit traject met RB-treinen.

### HVLE
Sinds 1 april 2005 wordt het vervoer van kalk verzorgd door de Havelländische Eisenbahn AG (HVLE).

## Aansluitingen
In de volgende plaatsen was of is er een aansluiting van de volgende spoorwegmaatschappijen:

### Halberstadt
- DB 6344, spoorlijn tussen Halle en Vienenburg
- DB 6404, spoorlijn tussen Maagdenburg en Halberstadt

### Blankenburg (Harz)
- DB 6864, spoorlijn tussen Blankenburg en Tanne